# Smarty Jones
Smarty Jones, né le 28 février 2001, est un cheval de course pur-sang. Vainqueur du Kentucky Derby, il ne connut qu'une fois la défaite.

## Carrière de course
Élevé en Pennsylvanie par Roy & Patricia Chapman, Smarty Jones vient au monde quand tout va mal : les époux Chapman, en proie à des problèmes de santé et financiers, réduisent leur élevage et ne conservent que deux chevaux, dont ce poulain. Le premier entraîneur de celui-ci, Bobby Carmac, et son épouse, son assassinés par leur gendre. Smarty Jones est donc envoyé en Floride chez John Servis. Et les malheurs continuent : alors qu'il apprend à rentrer dans une stalle de départ, le poulain heurte violemment une porte et tombe inconscient, saignant des naseaux. Fracture du crâne. Et un œil sauvé de justesse. Il lui faudra des mois pour récupérer et c'est la raison pour laquelle il débute très tard, en novembre 2003 à Philadelphie. Sa campagne inaugurale laisse entrevoir un sacré potentiel. Smarty Jones se balade deux fois, 8 longueurs, 15 longueurs. À l'horizon, enfin les beaux jours.   
Smarty Jones fait son retour en piste dès le 3 janvier dans une Listed disputée à Aqueduct. Nouvelle promenade. Il est ensuite envoyé à Hot Springs, Arkansas, passer le printemps sur l'hippodrome d'Oaklawn Park. Une autre Listed, plus disputée, et puis une troisième, richement dotée, les Rebel Stakes. Le poulain, invaincu en cinq courses, n'a même pas eu à s'employer, alors il est temps d'aller voir dans les étages du dessus. À commencer par l'Arkansas Derby, un groupe 2 qui vaut comme préparatoire au Kentucky Derby, histoire de se faire une idée de son réel potentiel, pas encore entamé. Victoire facile. Alors c'est le grand saut : Smarty Jones se présente au départ du Kentucky Derby en cheval-mystère, aux limites inconnues. Son talent, si flagrant, lui vaut d'être favori, même si c'est le premier Derby tant pour son entraîneur que son fidèle cavalier Stewart Elliott, un bon jockey mais pas forcément habitué aux courses les plus prestigieuses. Mais qu'importe à Smarty Jones, qui est bien le champion annoncé et s'impose brillamment, devenant au passage le premier cheval depuis Seattle Slew en 1977 à s'imposer invaincu dans le Derby, et le deuxième Derby-winner né en Pennsylvanie après Lil E. Tee, lauréat en 1992, l'année où Arazi sombra. Les Chapman deviennent riches, très riches, car aux 850 000 dollars offerts au vainqueur de la course s'ajoutent 5 millions de dollars de bonus offerts par l'hippodrome d'Oaklawn Park à qui réussirait à enchaîner les Rebel Stakes, l'Arkansas Derby et le Kentucky Derby.  
Pour décrocher le graal, la Triple Couronne, il faut gagner trois courses : le Kentucky Derby, les Preakness Stakes et les Belmont Stakes. 2000 mètres, 1 900 mètres, 2 400 mètres. La deuxième manche, qui se dispute alors qu'en kiosque Smarty Jones fait la une de Sports Illustrated, tourne au massacre. Le partenaire de Stewart Elliott, s'envole et laisse ses adversaires dans le lointain, à plus de onze longueurs. Cette fois c'est sûr, on tient un phénomène, l'engouement grandit autour de Smarty Jones, et le fait qu'il soit passé près de la mort plus jeune n'y est pas pour rien. Son nom figure parmi les cinq recherches les plus fréquentes sur google.com cette année-là. Les époux Chapman reçoivent des offres qui font tourner la tête, 40, 50 millions de dollars. Alors certes cette génération ne semble pas exceptionnelle, et certes le rating de 128 dégainé par les têtes pensantes de la FIAH n'est pas phénoménal, mais Smarty Jones semble avoir tout ce qu'il faut pour succéder au palmarès de la Triple Couronne à Affirmed, le dernier à l'avoir conquise, 26 ans plus tôt.   
Et puis patatras. Le dénommé Birdstone avait terminé huitième du Kentucky Derby. Dans les Belmont, il part à 36/1. Et il gagne. Smarty Jones est deuxième, à une longueur. 120 139 personnes assistent au désastre, soit la plus grande affluence jamais enregistré pour un événement sportif à New York, toutes disciplines confondues. Que s'est-il passé ? Certains (mais pas le propriétaire ni l'entraîneur) reprochent à Stewart Elliott d'avoir placé son cheval aux avant-postes et cavalé comme un forcené, mais c'est injuste parce que le jockey n'a de fait pas sollicité son partenaire jusqu'au 400 mètres. C'est Smarty Jones qui demandait à avancer. D'autres, plus portés sur la génétique, ne sont finalement pas si surpris que Smarty Jones ait craqué sur la fin : à en juger par son pedigree, orienté sur la vitesse, les 2 400 mètres des Belmont Stakes sont le bout du monde pour lui. Et il est vrai que le poulain n'a pas réalisé un parcours à l'économie, avalant les 2 000 premiers mètres à une allure qui lui aurait permis, si la course s'était arrêtée là de réaliser l'équivalent du quatrième chrono de l'histoire du Kentucky Derby. Dans ces conditions, la meilleure explication est sans doute la plus simple : Smarty Jones a manqué de tenue, et il en faut aussi pour gagner la Triple Couronne, c'est aussi bête que ça.    
Comme Majestic Prince 35 ans plus tôt, Smarty Jones perd son invincibilité dans les Belmont Stakes après avoir gagné le Derby et les Preakness. Et comme lui encore, il n'est même pas élu cheval de l'année, cet honneur revenant, à 174 voix contre 95, à la bombe Ghostzapper, il est vrai impressionnant, tandis que lui doit se contenter du titre de meilleur 3 ans. Et comme lui toujours, et en raison d'une blessure survenue à l'été, Smarty Jones disparait des programmes après cette première, et donc dernière, déconvenue.  

### Résumé de carrière
| Date        | Hippodrome        | Pays        | Course                      | Statut      | Distance    | Jockey      | Place       | Écart       | Vainqueur ou deuxième |
| 2003, 2 ans | 2003, 2 ans       | 2003, 2 ans | 2003, 2 ans                 | 2003, 2 ans | 2003, 2 ans | 2003, 2 ans | 2003, 2 ans | 2003, 2 ans | 2003, 2 ans           |
| ----------- | ----------------- | ----------- | --------------------------- | ----------- | ----------- | ----------- | ----------- | ----------- | --------------------- |
| 9 novembre  | Philadelphia Park | États-Unis  | Maiden                      |             | 1 200 m     | S. Elliott  | 1er / 10    | 12 ½        | Deputy Rummy          |
| 22 novembre | Turf Paradise     | États-Unis  | Pennsylvania Nursery Stakes |             | 1 400 m     | S. Elliott  | 1er / 11    | 6 ½         | Sally Punch           |
| 2004, 3 ans |                   |             |                             |             |             |             |             |             |                       |
| 3 janvier   | Aqueduct          | États-Unis  | Count Fleet Stakes          | Listed      | 1 700 m     | S. Elliott  | 1er / 7     | 5           | Risky Trick           |
| 28 février  | Oaklawn Park      | États-Unis  | Southwest Stakes            | Listed      | 1 600 m     | S. Elliott  | 1er / 9     | 3/4         | Two Down Atomic       |
| 20 mars     | Oaklawn Park      | États-Unis  | Rebel Stakes                | Listed      | 1 700 m     | S. Elliott  | 1er / 9     | 3 ¼         | Purge                 |
| 10 avril    | Oaklawn Park      | États-Unis  | Arkansas Derby              | Gr. 2       | 1 800 m     | S. Elliott  | 1er / 11    | 1 ½         | Borrego               |
| 1er mai     | Churchill Downs   | États-Unis  | Kentucky Derby              | Gr. 1       | 2 000 m     | S. Elliott  | 1er / 18    | 2 ¾         | Lion Heart            |
| 15 mai      | Pimlico           | États-Unis  | Preakness Stakes            | Gr. 1       | 1 900 m     | S. Elliott  | 1er / 10    | 11 ½        | Rock Hard Ten         |
| 5 juin      | Belmont Park      | États-Unis  | Belmont Stakes              | Gr. 1       | 2 400 m     | S. Elliott  | 2e / 9      | 1           | Birdstone             |

## Au haras
Smarty Jones s'installe comme étalon au grand haras Three Chimneys Farm à Midway, Kentucky. Il démarre à $ 100 000 dollars la saillie, c'est dire si ces débuts sont attendus. Il ne sera pas à la hauteur des attentes, ce que traduit l'évolution de son prix de saillie, divisé par dix entre 2008 et 2010, c'est-à-dire au moment où ses premiers produits se montrent en piste, et aussi son transfert en Pennsylvanie d'où il fait la navette avec l'Uruguay, jusqu'à son retour dans le Kentucky, dans un grand haras certes, Calumet Farm, mais à $ 7 500 la saillie. Il a tout de même produit quelques chevaux de groupe, un peu partout sur la planète, du Japon à l'Uruguay, de Singapour, où sa fille Better Life remporte le Derby, aux États-Unis. 
Smarty Jones est mis à la retraite en 2018, et coule des jours heureux à la Rodney Eckenrode's Equistar Farm près de Annville, en Pennsylvanie.

## Origines
Smarty Jones ressort de la première génération produite par Elusive Quality, qui faisait la monte à $ 10 000 lorsqu'il le conçut. En 2005, ce tarif était passé à $ 100 000. C'est que ce cheval très rapide, mais de niveau intermédiaire (il a remporté deux groupe 3), venait d'être sacré tête de liste des étalons, bien aidé il est vrai par Smarty Jones. Elusive Quality a engendré une quinzaine de lauréats de groupe 1, parmi lesquels les Britanniques Raven's Pass, qui ravit la Breeders' Cup Classic aux Américains, et Elusive Kate, l'excellent Quality Road (quatre groupe 1 dont les Woodward Stakes), le champion australien Sepoy ou encore les lauréates de la Breeders' Cup Filly & Mare Sprint Maryfield et Ce Ce. 
I'll Get Along, la mère de Smarty Jones, avait été achetée yearling pour $ 40 000 par les époux Chapman et justifia cet investissement en amassant près de $ 300 000 de gains, sans toutefois fréquenter le plus haut niveau. Elle est devenue une poule aux œufs d'or puisqu'en 2005, pleine d'Elusive Quality, elle rejoignit l'élevage Coolmore pour 5 millions de dollars. La pouliche à naître devait faire une modeste carrière en Argentine, et I'll Get Along n'a, de fait, jamais donné autre chose que des chevaux utiles. Mais cette sœur du bon et rapide Cowboy Cop (vainqueur de deux groupe 3), par ailleurs lointaine descendante de la légendaire poulinière française La Troienne, elle a fait la fortune de ses heureux propriétaires. 

### Pedigree
| Origines de Smarty Jones (USA), mâle alezan né en 2001 | Origines de Smarty Jones (USA), mâle alezan né en 2001 | Origines de Smarty Jones (USA), mâle alezan né en 2001 | Origines de Smarty Jones (USA), mâle alezan né en 2001 |
| ------------------------------------------------------ | ------------------------------------------------------ | ------------------------------------------------------ | ------------------------------------------------------ |
| Père Elusive Quality                                   | Gone West                                              | Mr. Prospector                                         | Raise a Native                                         |
| Père Elusive Quality                                   | Gone West                                              | Mr. Prospector                                         | Gold Digger                                            |
| Père Elusive Quality                                   | Gone West                                              | Secrettame                                             | Secretariat                                            |
| Père Elusive Quality                                   | Gone West                                              | Secrettame                                             | Tamerett                                               |
| Père Elusive Quality                                   | Touch of Greatness                                     | Hero's Honor                                           | Northern Dancer                                        |
| Père Elusive Quality                                   | Touch of Greatness                                     | Hero's Honor                                           | Glowing Tribute                                        |
| Père Elusive Quality                                   | Touch of Greatness                                     | Ivory Wand                                             | Sir Ivor                                               |
| Père Elusive Quality                                   | Touch of Greatness                                     | Ivory Wand                                             | Natashka                                               |
| Mère I'll Get Along                                    | Smile                                                  | In Reality                                             | Intentionally                                          |
| Mère I'll Get Along                                    | Smile                                                  | In Reality                                             | My Dear Girl                                           |
| Mère I'll Get Along                                    | Smile                                                  | Sunny Smile                                            | Boldnesian                                             |
| Mère I'll Get Along                                    | Smile                                                  | Sunny Smile                                            | Sunny Sal                                              |
| Mère I'll Get Along                                    | Don't Worry Bout Me                                    | Foolish Pleasure                                       | What a Pleasure                                        |
| Mère I'll Get Along                                    | Don't Worry Bout Me                                    | Foolish Pleasure                                       | Fool-Me-Knot                                           |
| Mère I'll Get Along                                    | Don't Worry Bout Me                                    | Stolen Base                                            | Herbager                                               |
| Mère I'll Get Along                                    | Don't Worry Bout Me                                    | Stolen Base                                            | Bases Full (famille 1-x)                               |